# 1950 en Lorraine
Chronologie de la Lorraine
- 1946
- 1947
- 1948
- 1949
- 1950
- 1951
- 1952
- 1953
- 1954

Cette page est une liste d'événements qui se sont produits durant l'année 1950 en Lorraine.

## Éléments de contexte
- Les années 1950, comme les années 1920, sont fortement marquées en Lorraine par la reconstruction à la suite des destructions très importantes liées à la guerre qui vient de s'achever[1],[2].

## Événements

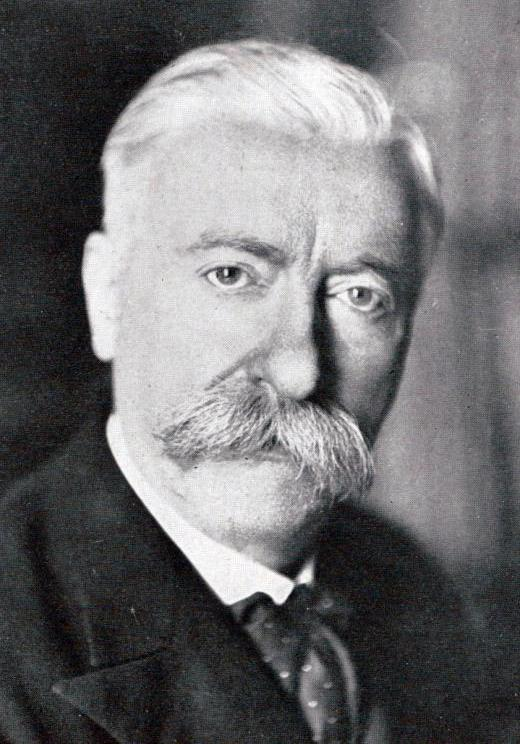
Louis Marin.

- En 1950, la Lorraine produit 83.2% de la fonte et 70.7% de l'acier français[3].
- Découverte de la Grotte diaclase d'Audun-le-Tiche[4] lors de travaux préparatoires à la réalisation d'une voie ferrée.
- Construction de l'Église Sainte-Anne de Nancy par l'architecte parisien Pierre Prunet[5].

- 9 mai : Robert Schuman, ministre des affaires étrangères lance l'idée de la Communauté européenne du charbon et de l'acier, elle est mal acceptée par les dirigeants lorrains[6].
- 25 septembre : un accident ferroviaire fait sept morts et vingt blessés. Le train express 102 venant de Metz à déraillé entre les gares d’Ernecourt-Loxéville et Nançois-Tronville[7].
- 8 octobre : seconde inauguration du monument de Léomont, construit en 1922 et détruit en 1940 par les allemands[8].
- 22 octobre : le ministre de l'éducation nationale Pierre-Olivier Lapie inaugure le groupe scolaire Emile Zola de Laxou en compagnie de l'Abbé Pierre député, de Louis Colin, Maire de Laxou, du préfet Jacques Samama et du président du conseil général Louis Marin[9].

## Inscriptions ou classements aux titre des monuments historiques
- En Meurthe-et-Moselle : Place d'Alliance à Nancy[10], Hôtel d'Alsace (Nancy)[11]

- En Meuse : Crypte Saint-Maur à Verdun[12]

## Naissances

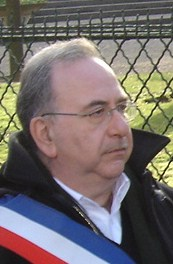
Serge Blisko.

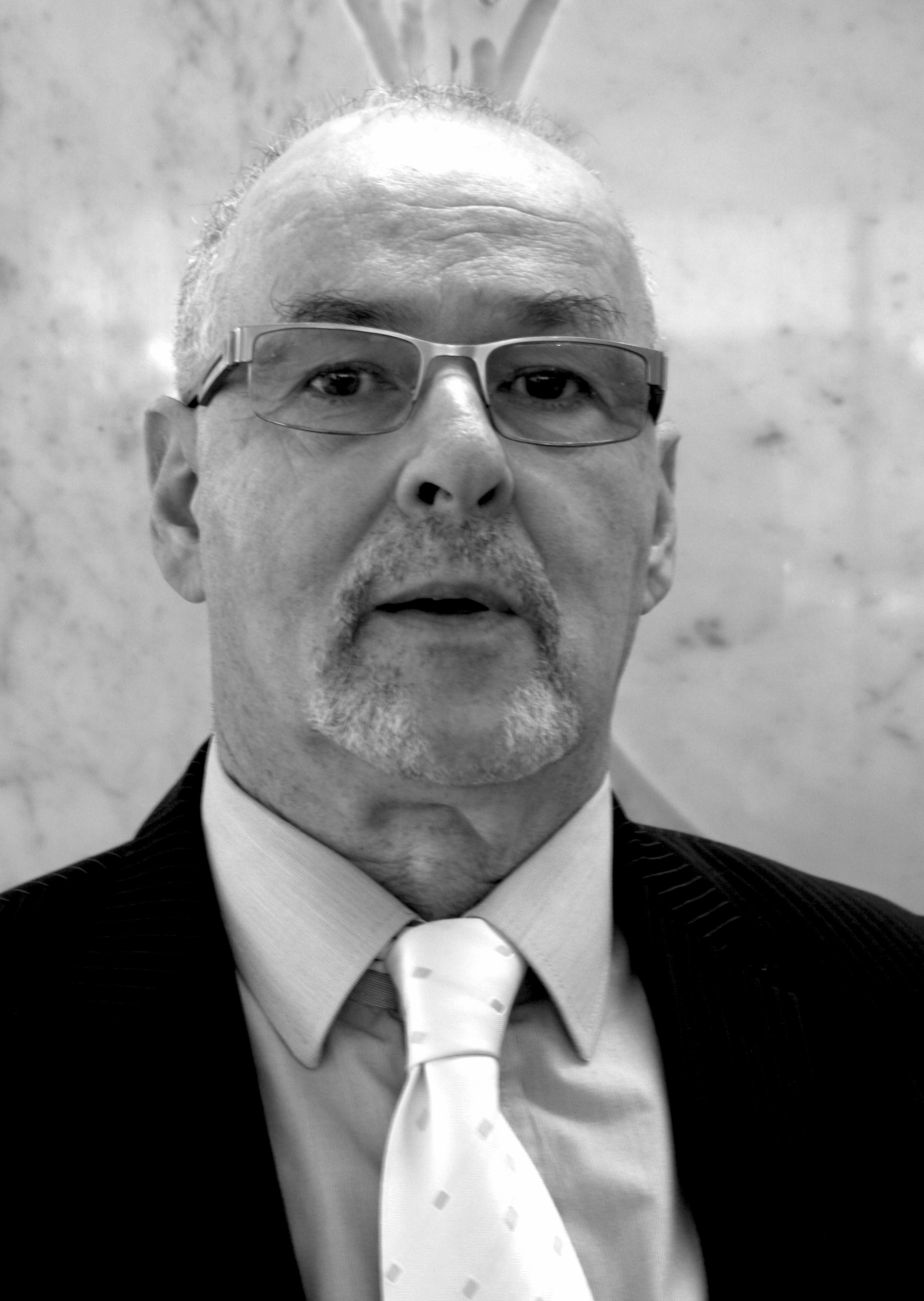
Jean Daltroff par Claude Truong-Ngoc en 2012

- Jean-François Johann, né en 1950 à Metz en Lorraine, animateur de radio français qui a effectué sa carrière à RTL de mai 1973 au 3 juillet 2013. Il a animé Les Nocturnes (la semaine entre minuit et 3 h du matin, en alternance avec Georges Lang), le samedi de 1 h à 3 h après Saga, ainsi que Classic-Rock (tous les dimanches soir entre minuit et 3 h), mais il effectue la majeure partie de sa carrière dans Les petites musiques de fin de nuit de 3 h à 5 h sur RTL à Luxembourg.
- 6 janvier à Nancy : Serge Blisko,  homme politique français.
- 19 janvier à Rouvres-en-Xaintois : André Gueslin, historien français.
- 22 janvier à Algrange : Michèle Watrin, morte le 2 août 1974 à Valence (Drôme) [13], actrice française.
- 27 janvier à Darney : Alixe Sylvestre, femme de lettres, romancière et journaliste française.
- 24 mars à Nancy : Patrick Werner , dirigeant de sociétés et haut fonctionnaire français.
- 17 avril à Metz : Jean Daltroff, historien français, spécialiste du judaïsme d'Alsace et de Lorraine, également professeur d'histoire-géographie.
- 9 mai à Épinal : Michel Béroff, pianiste français.
- 21 mai à Nancy : André Masson, économiste français, directeur de recherche au CNRS et directeur d'études à l’École des hautes études en sciences sociales (EHESS). Il est également membre de la chaire Transition démographique, Transition économique.
- 6 juillet à Briey : Serge Dellamore, footballeur.
- 11 juillet à Nancy : Gérard Noiriel[14], historien français, l'un des pionniers de l'histoire de l'immigration en France[15]. Il s'est également intéressé à l'histoire de la classe ouvrière, et aux questions interdisciplinaires[16] et épistémologiques en histoire. À ce titre, il a participé activement au développement des études socio-historiques. Il est directeur d’études à l'École des hautes études en sciences sociales (EHESS).
- 12 juillet :
  - à Moyeuvre-Grande : Pascal Perrineau, politologue français spécialiste de sociologie électorale.
  - à Thionville : Marie-Christine Hellmann, morte le 29 décembre 2017 à Paris 16e[17], archéologue, directrice de recherche émérite au CNRS, au laboratoire Archéologie et sciences de l'Antiquité.
- 26 septembre à Jarny : Philippe Nachbar, homme politique français, membre du groupe LR.
- 15 novembre à Metz : Gilles Pudlowski, journaliste, essayiste, critique littéraire et critique gastronomique français. Fondateur des guides Pudlo, il est aussi chroniqueur à Saveurs et à Cuisine et Vins de France ainsi que rédacteur en chef du blog Les Pieds dans le plat.
- 6 décembre à Darney : Nicole Charron, née Mory, athlète française, spécialiste des courses de demi-fond.
- 9 décembre à Briey : André Tota, footballeur français d'origine polonaise.
- 13 décembre à Théding : Armand Jung, mort le 31 juillet 2019 à Strasbourg (Bas-Rhin), homme politique français. Il fut député et conseiller général du Bas-Rhin et conseiller régional d'Alsace.

## Décès
- 9 septembre, à Metz : Jean-Julien Barbé, né le 17 mai 1868 à Vantoux (Moselle),  historien, bibliophile, archiviste, érudit du Pays messin.

- 11 septembre à Auzéville-en-Argonne commune aujourd'hui rattachée à Clermont-en-Argonne : Paul Ernest Watrin[18], avocat français[19] né le 2 octobre 1876 dans le 5e arrondissement de Paris

- 17 octobre à Thicourt (Moselle) : Édouard Corbedaine, homme politique français né le 11 novembre 1879 à Guinglange.